# Olympische Sommerspiele 2012/Schwimmen – 4 × 200 m Freistil (Frauen)
Der Staffelwettbewerb über 4-mal 200 Meter Freistil der Frauen bei den Olympischen Spielen 2012 in London wurde am 1. August 2012 im London Aquatics Centre ausgetragen. 16 Staffeln mit insgesamt 84 Athletinnen nahmen daran teil.
Es fanden zwei Vorläufe statt. Die acht schnellsten Staffeln aller Vorläufe qualifizierten sich für das Finale, das am gleichen Tage ausgetragen wurde.
Abkürzungen: WR = Weltrekord, OR = olympischer Rekord, NR = nationaler Rekord, PB = persönliche Bestleistung, JWB = Jahresweltbestzeit

## Bestehende Rekorde
| Weltrekord         | Volksrepublik China (Yang Yu, Zhu Qianwei, Liu Ying, Pang Jiaying)         | 7:42,08 min | Rom, Italien                | 30. Juli 2009   |
| Olympischer Rekord | Australien (Stephanie Rice, Bronte Barratt, Kylie Palmer, Linda Mackenzie) | 7:44,31 min | Peking, Volksrepublik China | 14. August 2008 |

## Titelträger
| Olympiasieger | Australien (Stephanie Rice, Bronte Barratt, Kylie Palmer, Linda Mackenzie)      | 7:44,31 min | Peking 2008   |
| Weltmeister   | Vereinigte Staaten (Missy Franklin, Dagny Knutson, Katie Hoff, Allison Schmitt) | 7:46,14 min | Shanghai 2011 |
| Europameister | Italien (Alice Mizzau, Alice Nesti, Diletta Carli, Federica Pellegrini)         | 7:52,90 min | Debrecen 2012 |

## Vorlauf

### Vorlauf 1
1. August 2012
| Platz | Nation         | Besetzung                                                             | Zeit        | Anmerkung |
| ----- | -------------- | --------------------------------------------------------------------- | ----------- | --------- |
| 1     | Australien     | Brittany Elmslie Angie Bainbridge Jade Neilsen Blair Evans            | 7:49,44 min |           |
| 2     | Kanada         | Barbara Jardin Samantha Cheverton Amanda Reason Brittany MacLean      | 7:50,84 min |           |
| 3     | Frankreich     | Ophélie-Cyrielle Étienne Margaux Farrell Mylène Lazare Camille Muffat | 7:52,88 min |           |
| 4     | Großbritannien | Catilin McClatchey Rebecca Turner Ellie Faulkner Joanne Jackson       | 7:54,31 min |           |
| 5     | Japan          | Haruka Ueda Hanae Itō Yayoi Matsumoto Aya Takano                      | 7:54,56 min |           |
| 6     | Spanien        | Melanie Costa Patricia Castro Lydia Morant Mireia Belmonte            | 7:54,59 min | NR        |
| 7     | Russland       | Marija Baklakowa Jelena Sokolowa Weronika Popowa Darja Beljakina      | 7:56,50 min |           |
| 8     | Ukraine        | Daryna Sewina Hanna Dserkal Darja Stepanjuk Irina Glawnik             | 8:12,67 min |           |

### Vorlauf 2
1. August 2012
| Platz | Nation             | Besetzung                                                            | Zeit        | Anmerkung |
| ----- | ------------------ | -------------------------------------------------------------------- | ----------- | --------- |
| 1     | Vereinigte Staaten | Lauren Perdue Shannon Vreeland Alyssa Anderson Dana Vollmer          | 7:50,75 min |           |
| 2     | Italien            | Alice Mizzau Alice Nesti Diletta Carli Federica Pellegrini           | 7:52,75 min |           |
| 3     | China              | Zhu Qianwei Liu Ying Chen Qian Pang Jiaying                          | 7:53,66 min |           |
| 4     | Ungarn             | Ágnes Mutina Zsuzsanna Jakabos Katinka Hosszú Evelyn Verrasztó       | 7:54,58 min |           |
| 5     | Neuseeland         | Natasha Hind Samantha Lucie-Smith Amaka Gessler Melissa Ingram       | 7:55,92 min | NR        |
| 6     | Deutschland        | Silke Lippok Theresa Michalak Annika Bruhn Daniela Schreiber         | 7:58,93 min |           |
| 7     | Slowenien          | Sara Isakovič Anja Klinar Urša Bežan Mojca Sagmeister                | 8:04,69 min |           |
| 8     | Polen              | Katarzyna Wilk Karolina Szczepaniak Diana Sokołowska Alexandra Putra | 8:13,76 min |           |

Alexandra Putra nahm schon 2004 an den Olympischen Spielen teil. Sie startete dort für den französischen Schwimmverband.

## Finale
1. August 2012, 21:04 Uhr MEZ
| Platz | Nation             | Besetzung                                                              | Zeit        | Anmerkung |
| ----- | ------------------ | ---------------------------------------------------------------------- | ----------- | --------- |
| 1     | Vereinigte Staaten | Missy Franklin Dana Vollmer Shannon Vreeland Allison Schmitt           | 7:42,92 min | OR        |
| 2     | Australien         | Bronte Barratt Melanie Schlanger Kylie Palmer Alicia Coutts            | 7:44,41     |           |
| 3     | Frankreich         | Camille Muffat Charlotte Bonnet Ophélie-Cyrielle Étienne Coralie Balmy | 7:47,49 min | NR        |
| 4     | Kanada             | Barbara Jardin Samantha Cheverton Amanda Reason Brittany MacLean       | 7:50,65 min |           |
| 5     | Großbritannien     | Caitlin McClatchey Rebecca Turner Hannah Miley Joanne Jackson          | 7:52,37 min |           |
| 6     | China              | Wang Shijia Ye Shiwen Chen Qian Pang Jiaying                           | 7:53,11 min |           |
| 7     | Italien            | Alice Mizzau Alice Nesti Diletta Carli Federica Pellegrini             | 7:56,30 min |           |
| 8     | Japan              | Haruka Ueda Hanae Itō Yayoi Matsumoto Aya Takano                       | 7:56,73 min |           |

Der Sieg der US-Staffel bedeutet den vierten Sieg im fünften olympischen Rennen.

Frankreich gewann die erste Medaille bei dieser Disziplin.